# Список директоров Французской академии музыки
Королевская академия музыки была основана в Париже в 1669 году указом короля Людовика XIV. Организация несколько раз меняла своё название в зависимости от политической ситуации, но суть оставалась прежней: это государственная структура развития музыкального и театрального искусства. В настоящее время существует как Парижская национальная опера. Организация управляет двумя театрами: Гранд-Опера (архитектор Шарль Гарнье, открыта в 1875) и Опера-Бастий (архитектор Карлос Отт, открыта в 1989) и собственной балетной школой, старейшей в мире. Библиотекой парижской Оперы, основанной в 1866 году и находящейся в Императорском павильоне Гранд-Опера, с 1932 года управляет Национальная библиотека Франции.
С начала основания Королевскую академию музыки — парижскую Оперу возглавляли:
- 1669—1672 — Пьер Перрен и Робер Камбер (основание Королевской академии музыки — Académie royale de Musique)
- 1672—1687 — Жан-Батист Люлли
- 1687—1698 — Франсин, Жан-Николя
- 1698—1704 — Франсин, Жан-Николя и Горо, Гиацинт
- 1704—1712 — Гийене, Пьер
- 1712—1728 — Франсин, Жан-Николя и Dumont
- 1728—1730 — Андре Кардинал (Детуш)
- 1730—1731 — Грюэ, Максимилиан-Клод
- 1731—1733 — Леконт, Клод
- 1733—1744 — Тюре, Эжен
- 1744—1748 — Берже, Франсуа
- 1748 — Гено де Трефонтен, Жозеф
- 1749—1753 — Парижские городские власти
- 1754 — Руайе, Жозеф Никола Панкрас
- 1755—1757 — Луи Доминик Бонтан и Levasseur
- 1757—1767 — Ребель, Франсуа и Франкёр, Франсуа
- 1767—1769 — Пьер Монтан Бертон и Триаль, Жан-Клод
- 1769—1772 — Довернь, Антуан и Жоливо, Николя-Рене
- 1772—1775 — Ребель, Франсуа
- 1775—1777 — Пьер Монтан Бертон
- 1777—1780 — Девим дю Вальге, Анн Пьер Жак
- 1780 — Пьер Монтан Бертон, Довернь, Антуан, Госсек, Франсуа-Жозеф
- 1780—1782 — Довернь, Антуан
- 1785—1790 — Довернь, Антуан
- 1787—1790 — Управленческий комитет
- 1790—1792 — Городской комиссариат (с 1791 — название меняется на Театр оперы — Théâtre de l'Opéra)
- 1792—1796 — Франкёр, Франсуа и Селлерье, Жак (с 1793 под названием Театр искусств — Théâtre des Arts)
- 1796 — Парни, Эварист
- 1797—1799 — Городской комиссариат (с 1797 название: Республиканский театр искусств — Théâtre de la République et des Arts)
- 1799—1800 — Девим дю Вальге, Анн Пьер Жак и Боне де Трейш, Жозеф Бальтазар
- 1800—1801 — Девим дю Вальге, Анн Пьер Жак
- 1801—1802 — Селлерье, Жак
- 1802 — Морель де Шедевиль, Этьен (c 1802: Театр Оперы — Théâtre de l'Opéra; с 1804: Императорская академия музыки — Académie impériale de Musique)
- 1803—1807 — Боне де Трейш, Жозеф Бальтазар
- 1807—1816 — Пикар, Луи-Бенуа (с 1814: Королевская академия музыки — Académie royale de musique; с 1815: Императорская академия музыки / Королевская академия музыки — Académie impériale de musique / Académie royale de Musique)
- 1816—Корон, Александр Этьен
- 1817—1819 — Персюи, Луи Люк Луазо де
- 1819—1821 — Виотти, Джованни Баттиста
- 1821—1824 — Франсуа Абенек
- 1824—1827 — Фредо Дюпланти, Рафаэль де
- 1827—1831 — Люббер, Эмиль Тимоте
- 1831—1835 — Верон, Луи
- 1835—1839 — Дюпоншель, Анри
- 1839—1841 — Дюпоншель, Анри и Монне, Эдуар
- 1841—1847 — Дюпоншель, Анри и Пилле, Леон
- 1847—1849 — Дюпоншель, Анри и Рокплан, Нестор (с 1848: Театр Нации / Оперный театр Нации — Théâtre de la Nation / Opéra-Théâtre de la Nation)
- 1849—1854 — Рокплан, Нестор (с 1850: Национальная академия музыки — Académie nationale de Musique; с 1851: Императорская академия музыки — Académie impériale de Musique)
- 1854—1856 — Кронье, Франсуа Луи (с 1854: Императорский оперный театр — Théâtre impérial de l'Opéra)
- 1856—1862 — Альфонс Руайе
- 1862—1870 — Перрен, Эмиль
- 1870 — Артистическое общество — Société des Artistes
- 1871—1879 — Аланзье, Оливье (с 1871: Национальный оперный театр — Théâtre national de l'Opéra)
- 1879—1884 — Огюст Вокорбей
- 1884—1891 – Ритт, Жан и Гайяр, Педро
- 1892 — Бертран, Эжен
- 1893—1899 — Бертран, Эжен и Гайяр, Педро
- 1899—1907 — Гейар, Педро
- 1908—1914 — Мессаже, Андре и Бруссан, Леместен
- 1915—1945 — Жак Руше; в 1939 году происходит объединение Гранд-Опера и Опера-Комик
- 1945 — Леманн, Морис (администратор театрального объединения), и Рейнальдо Ан (директор Национальной оперы)
- 1946—1951 — Ирш, Жорж
- 1951—1955 — Леманн, Морис
- 1955 — Жак Ибер
- 1956—1959 — Ирш, Жорж
- 1959—1962 — Аман Жюльен
- 1962—1968 — Жорж Орик
- 1968 — Шабо, Андре
- 1969—1971 — Николи, Рене
- 1971—1973 — Жан-Ив Даниель-Лесюр и Лефор, Бернар
- 1973—1980 — Рольф Либерман (c 1978: Национальный театр Парижской оперы — Théâtre national de l’Opéra de Paris)
- 1980—1982 — Лефор, Бернар
- 1983—1986 — Божанкино, Массимо
- 1986—1989 — Мартиноти, Жан-Луи
- 1989—1991 — Ирш, Жорж-Франсуа, сын Жоржа Ирша (с 1989: Ассоциация Парижских оперных театров - Association des Théâtres de l'Opéra de Paris; с 1990: Парижская опера — Opéra de Paris)
- 1991—1992 — Белаваль, Филипп
- 1992—1995 — Крюзель, Жан-Поль (с 1994: Национальная парижская опера — Opéra national de Paris)
- 1995—2004 — Галь, Юг
- 2004—2009 — Жерар Мортье
- c 2009 — Жоэль, Николя